# Washington (Schiff, 1933)
Die Washington war ein Turbinenschiff der United States Lines.

## Geschichte
Das Schiff wurde 1932/33 von der New York Shipbuilding Corporation gebaut und trat seine Jungfernfahrt am 10. Mai 1933 in New York an. Diese führte über Southampton nach Hamburg. Während des Zweiten Weltkriegs fuhr die Washington zweimal nach Bordeaux, um US-Amerikaner in ihre Heimat zurückzuholen. Ihre Fahrten nach Frankreich endeten mit der Unterzeichnung des Neutralitätspakts. Am 13. Januar 1940 sollte mit der Washington und ihrem Schwesterschiff Manhattan ein Personen- und Frachtverkehr zwischen den USA und Italien (Genua und Neapel) aufgenommen werden, den die Marinekommission gestattet hatte, doch nachdem Italien in den Krieg eingetreten war, endete auch dieser Verkehr.
1940 wäre die Washington vor der portugiesischen Küste beinahe von einem deutschen U-Boot torpediert worden.

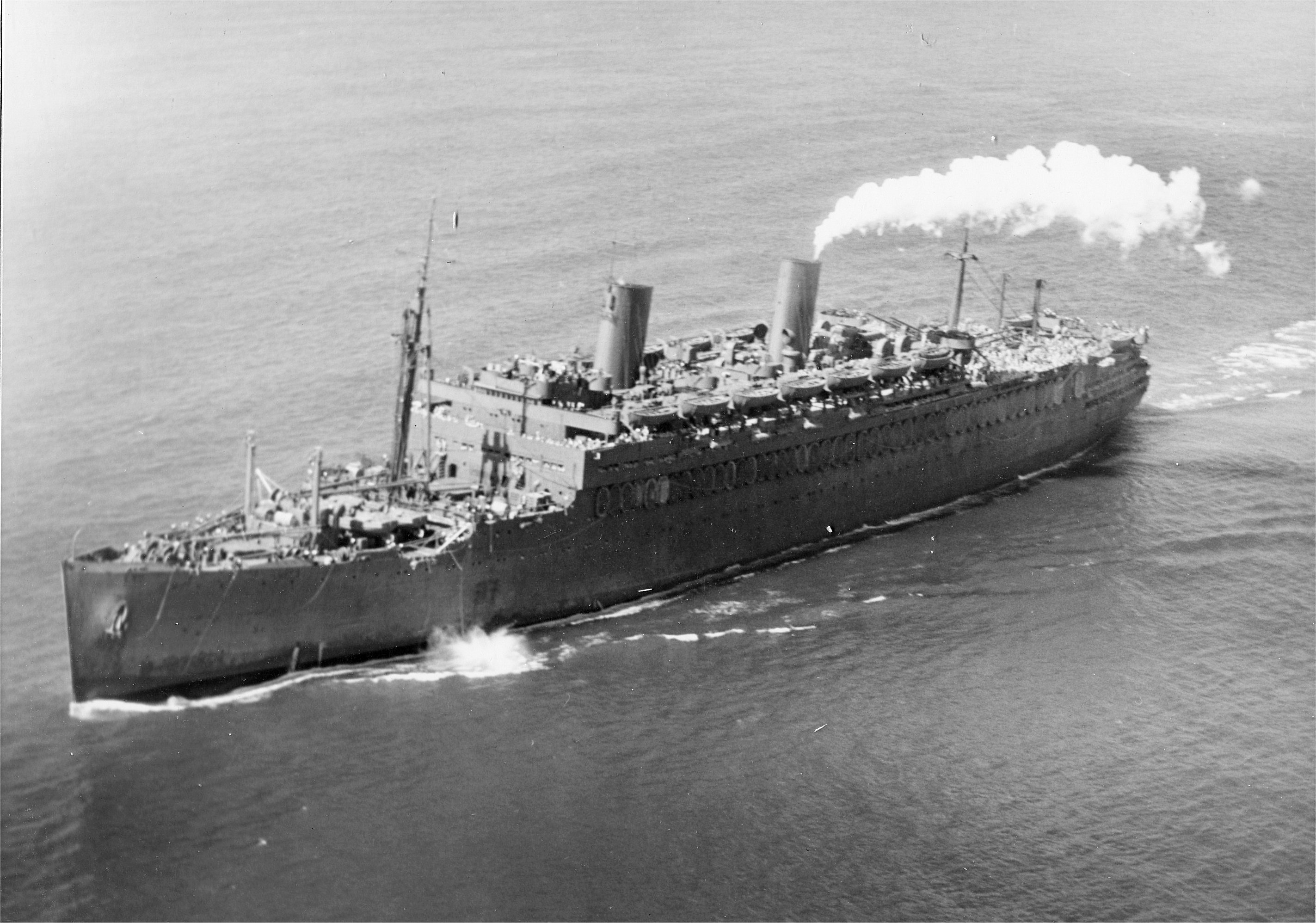
Die Washington als Mount Vernon vor San Francisco. Foto aus einem Starrluftschiff der US Navy aufgenommen.

Nach weiteren Fahrten im Auftrag des State Department wurden die Washington und ihr Schwesterschiff von der United States Navy übernommen. Die Washington wurde als Truppentransporter genutzt und fuhr im April 1941 nach Manila. Am 16. Juli 1941 erhielt sie den Namen USS Mount Vernon (Kennung: AP-22), und am 26. September 1942 wurde sie von der Regierung der USA gekauft. Es folgte ein Umbau. 1945 erhielt sie ihren alten Namen zurück, und am 18. Januar 1946 endete ihr Dienst für die Truppe.
In der Nachkriegszeit fuhr sie auf der Strecke New York-Southampton. 1948 wurde der Umbau teilweise rückgängig gemacht. Das Schiff bot nun Platz für 1.106 Passagiere in der Touristenklasse. 1949 wurde es nochmals umgestaltet. Bis 1951 verkehrte es zwischen den USA und Europa; danach sollte es wieder militärischen Zwecken dienen. Ab 1953 lag es im Hudson River;am 30. Juni 1964 wurde es zum Abbruch an Union Metals & Alloys in New York verkauft. Das Schiff wurde 1964 von Lipsett Inc. abgewrackt.

## Der Zwischenfall vor Portugal
Die Washington, die amerikanische Passagiere an Bord hatte, wurde am 11. Juni 1940 um fünf Uhr früh 180 Meilen vor der portugiesischen Küste von einem deutschen U-Boot gestoppt. Besatzung und Passagiere erhielten zehn Minuten Zeit, das Schiff zu verlassen, danach sollte es torpediert werden. Kapitän Harry Manning ließ die Leute in die Boote steigen und wies seinen Funker William O’Reilly an, mit Blinksignalen ununterbrochen die Wörter american und Washington bzw. american ship zu wiederholen, um der Besatzung des deutschen U-Bootes klarzumachen, dass das Schiff nicht zu den kriegführenden Nationen gehörte. Diese Botschaft wurde zunächst offenbar auf dem deutschen Schiff nicht verstanden, denn dieses wiederholte nur die Anweisung ten minutes. Der Blinkkontakt verzögerte allerdings die geplante Torpedierung, bis sich die Sichtverhältnisse veränderten. Die 1020 Passagiere und 570 Mann Besatzung saßen bereits in den Booten, als im Morgengrauen vom U-Boot aus plötzlich signalisiert wurde: Thought you were another ship; please go on, go on! Man hatte den voll beleuchteten amerikanischen Passagierdampfer für ein griechisches Schiff gehalten. Kapitän Manning ließ vorsichtshalber die Menschen in den Booten, bis die Washington weit genug von dem U-Boot entfernt war. Um 6.53 Uhr desselben Tages hatte die Washington eine weitere Begegnung mit einem U-Boot, die aber weniger dramatisch ablief. Am 12. Juni kam sie unbeschädigt in Galway an, wo weitere Fahrgäste zustiegen, und am 21. Juni in New York. Auf dem überfüllten Schiff befanden sich 1787 Fahrgäste, darunter etwa 700 Kinder. Harry Manning und seine Crew wurden für ihr besonnenes Verhalten später ausgezeichnet.

## Bekannte Fahrgäste
Thomas und Katia Mann schifften sich am 29. Juni 1938 in New York auf der Washington ein, um ein letztes Mal vor ihrer Übersiedlung in die USA nach Europa zurückzukehren und dort ihren Hausstand aufzulösen.